# 325. п. н. е.

## Догађаји
- Велики устанак Трачана под вођством Сеута III.

- Питеј је предузео поморско истраживање северозападне Европе, стигао до Британије и Балтичког мора, и поменуо Тулу као најудаљеније острво на северу у Атлантику.

- Александар Велики напушта Индију и номинује свог официра Питона, сина Агенора, за сатрапа региона око Инда.
- Александар Велики наређује свом адмиралу Неарху да отплови од реке Хидасп у западној Индији до Персијског залива и уз реку Еуфрат до Вавилона док Александрова војска почиње марш кроз Гедрозију (Балучистан).
- Док се враћа у Персију, Александрова војска наилази на кланове Мали (у данашњем Мултану). Настала битка озбиљно слаби његову војску. Александар шаље већи део своје преостале војске у Карманију (данашњи јужни Иран) са својим генералом Кратером, док остатак својих снага води назад у Персију јужним путем кроз Гедрозијску пустињу (сада део јужног Ирана и Макран у јужном Пакистану).
- До краја године, Александрова војска стиже до Персеполиса, док његова морнарица, под командом Неарха, стиже до Сузе отприлике у исто време.
- Први познати помен шећерне трске појављује се у списима адмирала Александра Великог, Неарха, који пише о индијској трсци „која производи мед, иако нема пчела“.
- Агатокле, богати и амбициозни грађанин Сиракузе, прогнан је због покушаја свргавања олигархијске странке у граду.